# Park miejski w Płowdiwie
Park miejski w Płowdiwie – park w Płowdiwie, w Bułgarii, znajdujący się na końcu deptaku Księcia Aleksandra I Battenberga.
Park posiada stuletnie drzewa, szerokie aleje i fontannę.